# Raphaël Piolanti
Raphaël Piolanti est un athlète français, né le 14 novembre 1967 à Metz, de 1,82 m pour 102 kg, licencié au AC Amnéville, spécialiste du lancer du marteau.
Le lanceur mosellan ne parvient pas à se qualifier pour la finale des Jeux olympiques de Barcelone en 1992 mais réussit, quelques semaines plus tard, à Bourgoin (Isère), à l'occasion d'une compétition régionale, à améliorer le record de France avec un essai à 79,68 mètres.
En novembre 1993, il a été condamné par le tribunal correctionnel de Mâcon à 3 000 francs d'amende pour « voies de fait » dans l’affaire de viol sur les lanceuses de marteau Catherine Moyon de Baecque et Michelle Rouveyrol, lors d'un stage d'athlétisme organisé en août 1991.
En juillet 2018, il est condamné à un an de prison avec sursis pour incitation au dopage.

## Palmarès
- 28 sélections en équipe de France A, de 1986 à 2001 (10 en juniors)

- Recordman de France en 1992, avec 79,68 m
- Recordman de France junior en 1986 à 3 reprises, dont 75,92 m

- Médaille d’or aux Jeux Méditerranéens en 1991
- Médaille d’or aux Jeux de la Francophonie en 1989
- Champion de France en 1990, 1991, 1992, 1993, 1996, 1997 et 1999

- Médaille d’argent aux Jeux méditerranéens en 1997
- Médaille d’argent aux Jeux méditerranéens en 2001
- Médaille de bronze aux Jeux de la francophonie en 2001

- Finaliste aux Jeux olympiques de 1996 (et participation à ceux de 1992)